# Thomaskantor

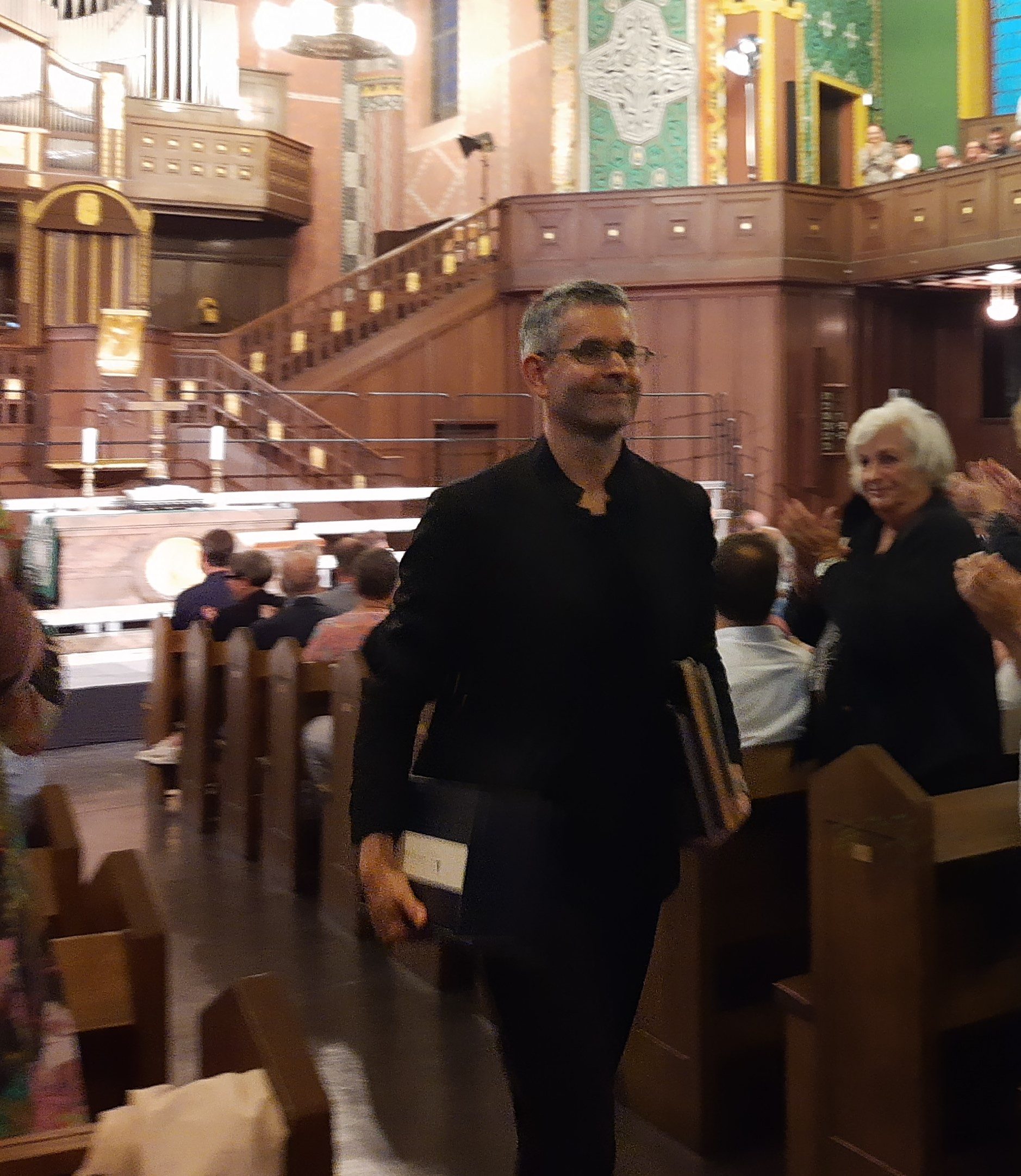
Andreas Reize, posseeix actualment el càrrec de Thomaskantor.

Thomaskantor és el nom que rep el director del Thomanerchor, actualment un reconegut cor de nens que fou fundat a Leipzig l'any 1212. El títol històric original en llatí, Cantor et Director Musices, fa referència a les dues funcions que exercia: cantor i director. 

## Càrrec
Leipzig disposa d’una universitat fundada l’any 1409 i s’ha consolidat com un centre comercial rellevant, amb una fira de comerç documentada per primera vegada el 1165. A partir de la Reforma, la major part de la població de la ciutat va ser luterana. En l’època de Bach, el càrrec de Thomaskantor es considerava "un dels més prestigiosos i influents dins de la música protestant alemanya".
Els oficis religiosos a Leipzig, seguint la tradició luterana, estaven sotmesos a una reglamentació molt estricta tant en les lectures com en la música interpretada. El Llibre d’Església (o Llibre Complet d’Església, que recollia els evangelis i epístoles de cada celebració, diumenge o dia dedicat als Apòstols durant tot l’any) establia els textos litúrgics fixos, que es repetien cíclicament cada any. L’any litúrgic començava amb el primer diumenge d’Advent i es dividia en períodes diferenciats: festivitats, temps de dejuni i el temps ordinari que seguia el Diumenge de Trinitat. Pel que fa a la música, durant l’Advent i la Quaresma estava prohibida la interpretació de música concertant, com ara les cantates. La segona part de l’any litúrgic es caracteritzava per una música més austera, mentre que per a les celebracions més importants es reservaven obres d’una elaboració més gran, amb una instrumentació més rica i serveis addicionals. Festivitats com Nadal, Pasqua i Pentecosta s’estenien durant tres dies seguits, i altres dies assenyalats també tenien un paper destacat. La biblioteca de Sant Tomàs contenia obres de polifonia vocal que es conservaven des del segle xv en endavant.
En la seva funció de cantor, havia de preparar el cor per als serveis religiosos en quatre esglésies luteranes: les dues principals, la Thomaskirche (Sant Tomàs) i la Nikolaikirche (Sant Nicolau), així com la Neue Kirche (Església Nova) i la Peterskirche (Sant Pere). A més, era el responsable de la composició musical, la preparació de còpies, els assajos i les interpretacions. També tenia entre les seves obligacions impartir classes de música i altres assignatures generals. Així mateix, intervenia en el procés de selecció i admissió de nous alumnes a l’escola.
El cor es distribuïa en diferents grups: els cantants amb més experiència oferien una cantata cada diumenge, alternant entre Sant Tomàs i Sant Nicolau; un segon conjunt s’encarregava de cantar en una altra església, i els més novells ho feien en festivitats a temples més petits. En les festivitats més rellevants, la cantata s’interpretava a les dues esglésies principals, primer al matí en una i més tard, a la tarda, en un ofici de vespres a l’altra. Addicionalment, el cor també participava en casaments i funerals, cosa que suposava una font extra d’ingressos.
Com a director musical, el Thomaskantor exercia la màxima responsabilitat en l’àmbit musical de Leipzig, ocupant-se de la música en actes oficials de la ciutat, com les eleccions del consell municipal i altres cerimònies solemnes. Les funcions vinculades a la universitat es desenvolupaven a la Paulinerkirche (Església de Sant Pau).
En l’actualitat, el Thomaskantor continua dirigint la música en els oficis religiosos celebrats a la Thomaskirche, inclosos els serveis setmanals de Motette, on es programa sovint una cantata de Bach. També està al capdavant del cor en enregistraments i gires.

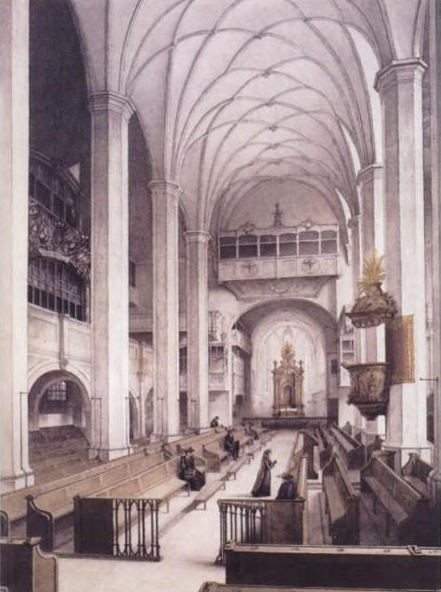
Thomaskirche, 1885
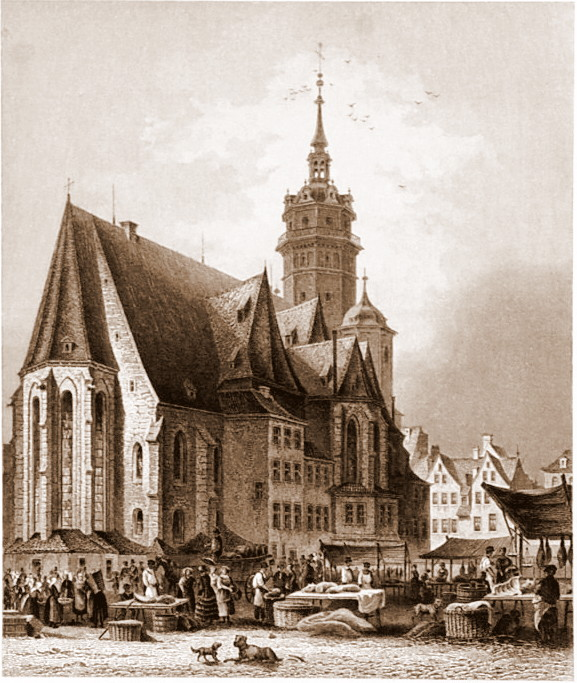
Nikolaikirche, ca. 1850
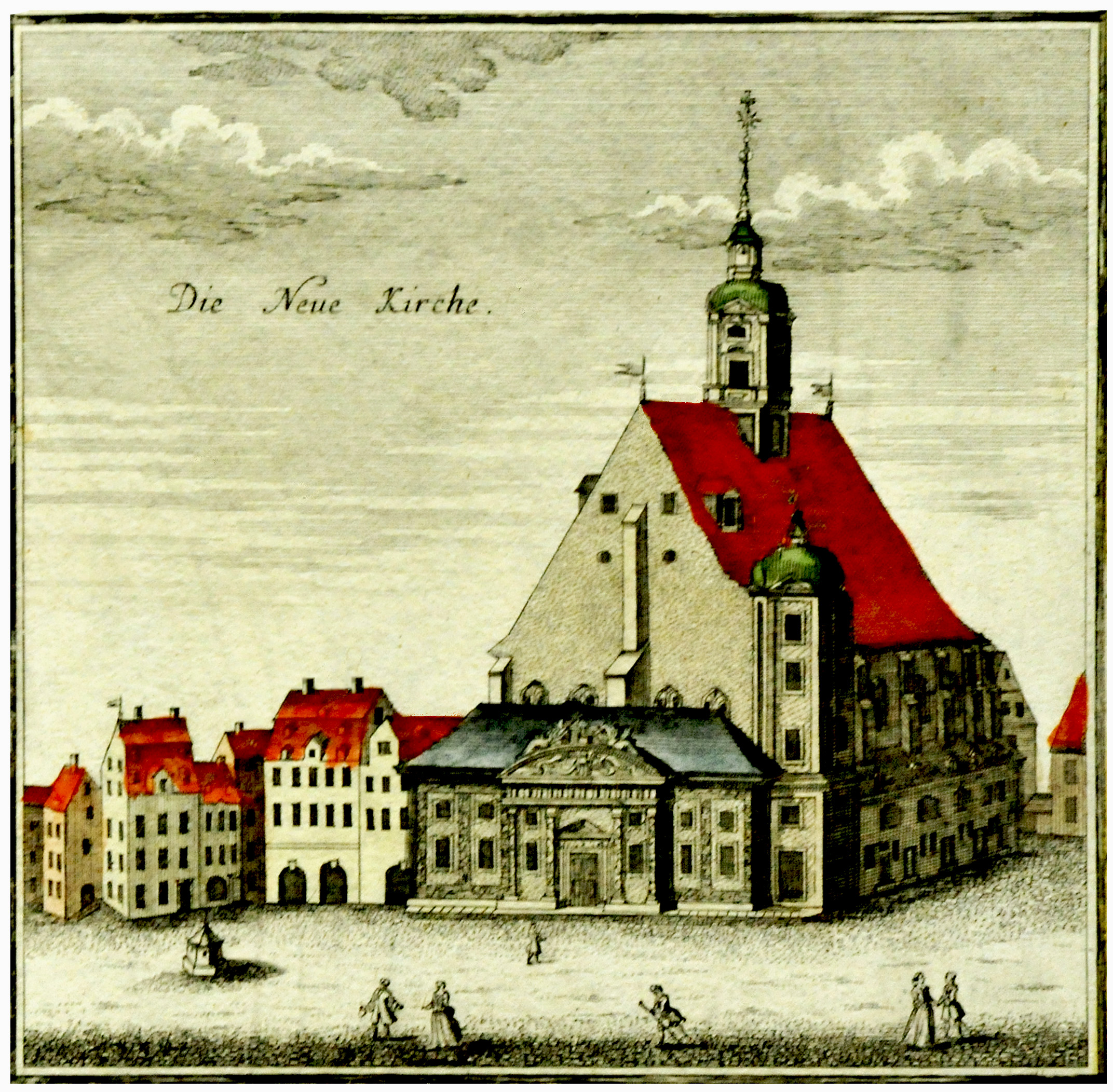
Neue Kirche, 1749
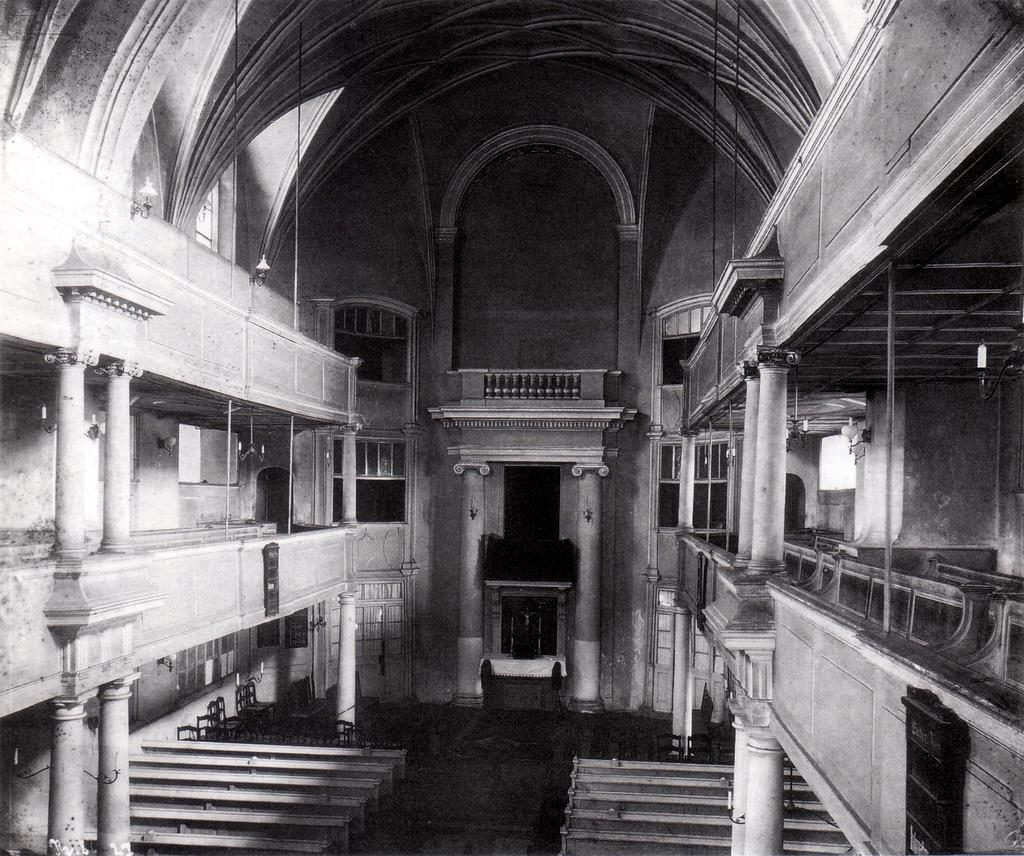
Peterskirche, antes de 1886
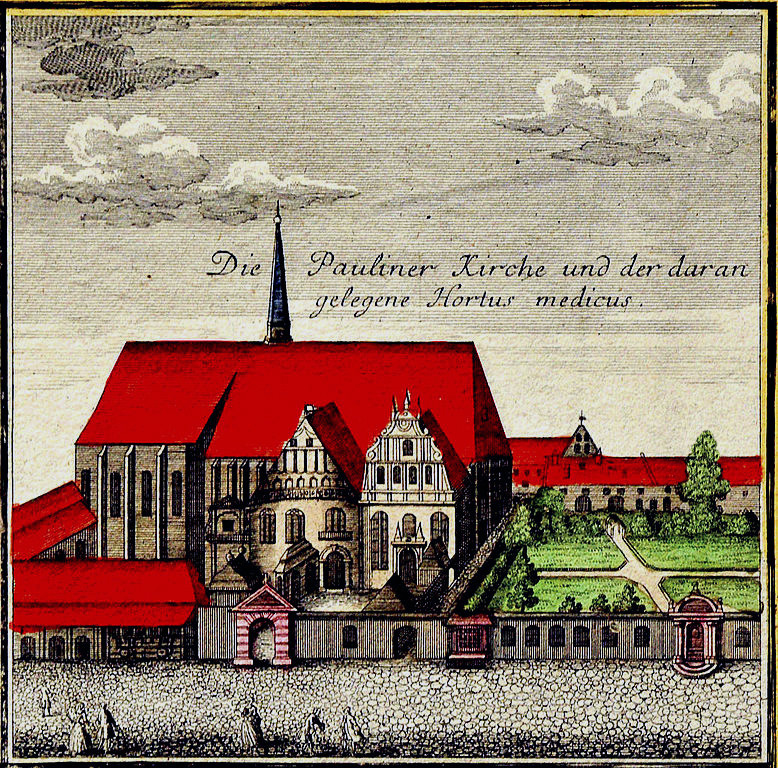
Paulinerkirche, 1749

## Directors

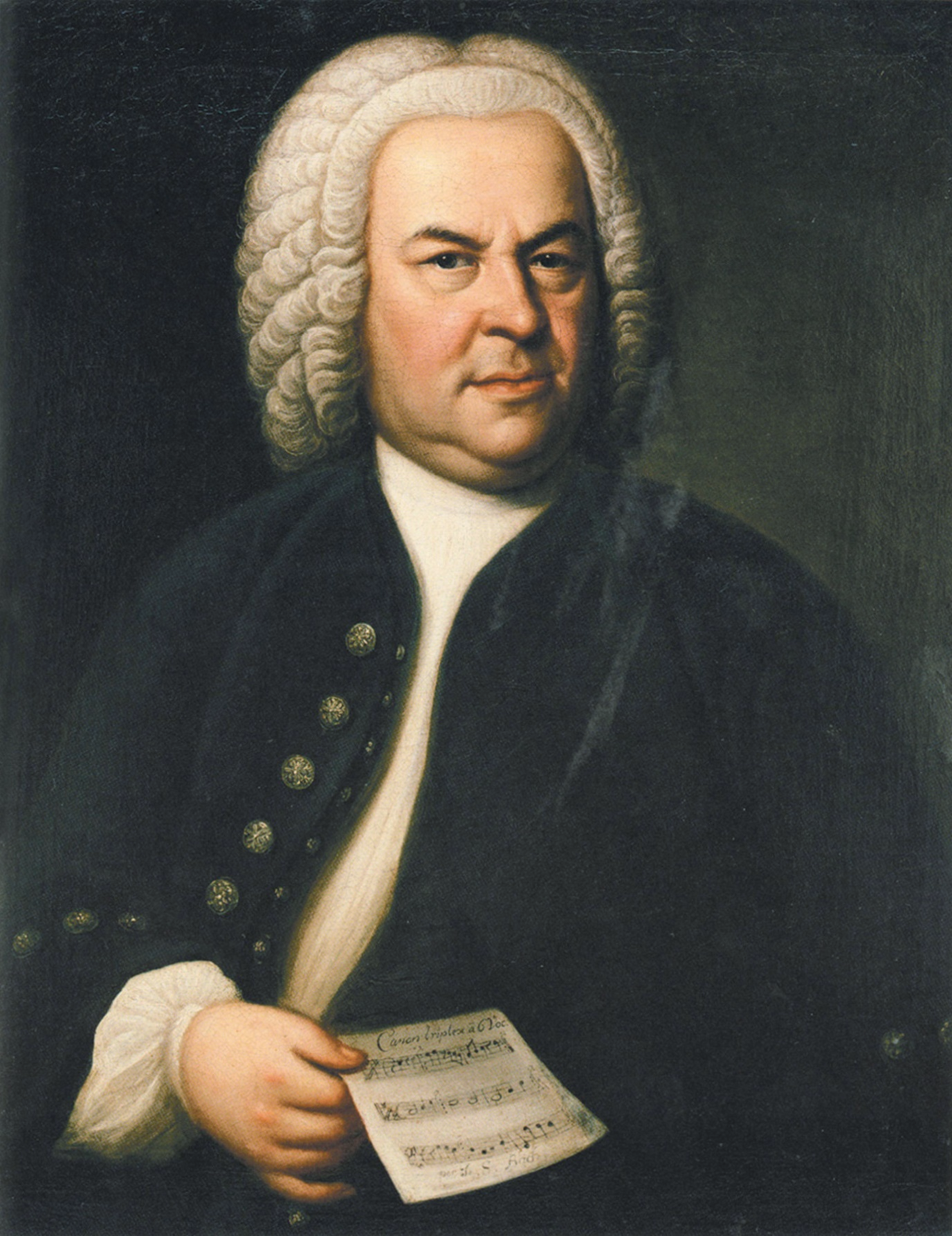
Johann Sebastian Bach, el Thomaskantor més important i famós que hi ha hagut.

Els directors del Thomanerchor han inclòs (entre parèntesis el seu temps al càrrec):
- Georg Rhau (1518-1520)
- Johannes Galliculus (1520-1525)
- Sethus Calvisius (1594-1615)
- Johann Hermann Schein (1615-1630)
- Tobias Michael (1631-1657)
- Sebastian Knüpfer (1657-1676)
- Johann Schelle (1677-1701)
- Johann Kuhnau (1701-1722)
- Johann Sebastian Bach (1723-1750)
- Johann Friedrich Doles (1756-1789)
- Johann Adam Hiller (1789-1801)
- Johann Gottfried Schicht (1810-1823)
- Christoph Theodor Weinlig (1823-1842)
- Moritz Hauptmann (1842-1868)
- Ernst Friedrich Richter (1868-1879)
- Wilhelm Rust (1880-1892)
- Gustav Schreck (1893-1918)
- Karl Straube (1918-1939)
- Günther Ramin (1939-1956)
- Kurt Thomas (1957-1960)
- Erhard Mauersberger (1961-1972)
- Hans-Joachim Rotzsch (1972-1991)
- Georg Christoph Biller (1992-2015)
- Gotthold Schwarz (2016-2021)
- Andreas Reize (des de 2021)